# Sherlock Holmes Faces Death
Sherlock Holmes Faces Death  este un film de mister din 1943 regizat de Roy William Neill, cu Basil Rathbone în rolul lui Sherlock Holmes și Nigel Bruce ca Dr. Watson, al șaselea din cele paisprezece astfel de filme în care a fost implicată perechea de actori.

## Distribuție
- Basil Rathbone - Sherlock Holmes
- Nigel Bruce - Dr. John Watson
- Dennis Hoey - Inspector Lestrade
- Arthur Margetson - Dr. Bob Sexton
- Hillary Brooke - Sally Musgrave
- Halliwell Hobbes - Alfred Brunton
- Minna Phillips - Mrs. Howells
- Milburn Stone - Captain Vickery
- Frederick Worlock - Geoffrey Musgrave
- Gavin Muir - Phillip Musgrave
- Gerald Hamer - Major Langford
- Vernon Downing - Lt. Clavering
- Olaf Hytten - Captain MacIntosh
- Charles Coleman - Constable Kray
- Peter Lawford - Customer in Public House (nemenționat)
- Norma Varden - Gracie the barmaid (nemenționat)
- Mary Gordon - Mrs. Hudson